# Paramelisa bitjeana
Paramelisa bitjeana är en fjärilsart som beskrevs av George Thomas Bethune-Baker 1927. Paramelisa bitjeana ingår i släktet Paramelisa och familjen björnspinnare. Inga underarter finns listade i Catalogue of Life.